# Síndrome de Berardinelli
A Síndrome de Berardinelli, também conhecida como Lipodistrofia Congênita Generalizada (LCG), é uma condição de pele autossômica recessiva extremamente rara caracterizada por uma extrema escassez de gordura nos tecidos subcutâneos. É um tipo de distúrbio lipodistrófico onde a magnitude da perda de gordura é determinada pela gravidade das complicações metabólicas. O portador da Síndrome de Berardinelli possui veias que parecem estar dilatadas, abdome proeminente, hérnia umbilical e hepatoesplenomegalia. As pessoas com a LCG podem apresentar problemas de saúde relacionados ao sistema cardiorrespiratório, digestório, renal, reprodutor, tegumentar, sistema nervoso, entre outros. Elas possuem alterações metabólicas, com níveis elevados de triglicerídeos e baixos níveis do colesterol HDL na circulação sanguínea, além de resistência à insulina, diabetes mellitus, cardiomiopatias, alterações músculo-esqueléticas, cutâneas, entre outras.

## Prevalência (Epidemiologia)
Apenas 250 casos da doença foram relatados e ocorre em 1 em 1 milhão de pessoas em todo o mundo, mas acredita-se que, de cada quatro casos, apenas um seja relatado. A prevalência de BSCL na população geral da Europa está estimada em 1/400,000. No estado do Rio Grande do Norte, Brasil, a geógrafa Virgínia Dantas publicou uma dissertação sobre a síndrome, abordando especificamente a sua ocorrência na região do seridó, Rio Grande do Norte. Esta dissertação é, de um certo modo, uma referência para pesquisas posteriores acerca do assunto. 
Um outro estudo publicado pelo grupo de Julliane Campos, realizado pela UFRN em parceria com a Associação de Pais e Pessoas com a síndrome de Berardinelli do Estado do Rio Grande do Norte (ASPOSBERN), evidenciou que o RN apresenta uma prevalência de 32,3 casos por cada 1 milhão de habitantes. Esse dado demonstra que a prevalência da síndrome no RN é quase 14 vezes maior se comparado à prevalência mundial.
Casos da Síndrome de Berardinelli foram registrados em 19 cidades do RN, inclusive na região de Natal e Grande Natal, mas com concentração elevada em municípios da região do Seridó, com a maior prevalência registrada nas cidades de Carnaúba dos Dantas (498,05/100.000) e Timbaúba dos Batistas (217,85/100.000).

## Sinônimos
- BSCL
- Berardinelli-Seip, síndrome de Diabetes lipoatrófica
- Lipodistrofia generalizada congénita
- Síndrome de Berardinelli-Seip[5]

## História
A Lipodistrofia Generalizada Congênita, também conhecida como lipodistrofia de Berardinelli-Seip foi descrita pela primeira vez em 1954 por Waldemar Berardinelli, professor catedrático e pesquisador da Faculdade de Medicina do Fundão, e mais tarde por Seip em 1959.
Os pesquisadores da UFRN Julliane Campos e Josivan Lima que estudam esse tema há bastante tempo, publicaram um artigo em 2017 sugerindo que o problema tem relação com a consanguinidade – relação entre indivíduos que apresentam determinado grau de parentesco – que teria começado desde a chegada dos primeiros portugueses na região no século XVII. Isso teria resultado na manutenção e disseminação de alelos mutados, uma ocorrência genética que pode ter influenciando na elevada prevalência da LCG na região.

## Diagnóstico e Tratamento
A presença de características físicas marcantes nas pessoas com a LCG possibilita que o diagnóstico seja bastante preciso na maioria dos casos, podendo ser confirmados com exames laboratoriais e testes genéticos, os quais ajudam a definir o tipo de síndrome que o indivíduo possui. Os estudos de biologia molecular encontraram quatro genes relacionados à síndrome de Berardinelli-Seip, tidos como principais, embora mutações em outros genes tenham sido observadas nos últimos anos. No RN, através do diagnóstico genético realizado em pesquisas coordenadas, foram encontradas apenas pessoas com os tipos 1 e 2, com 90% dos casos sendo do tipo 2.
As dificuldades para as pessoas com doenças raras no Brasil, o que inclui a Síndrome de Berardinelli-Seip, começam ainda na fase do diagnóstico, seja pela falta de acesso à assistência médica especializada, o que inclui profissionais da saúde capacitados em relação à essa patologia que afeta o tecido adiposo, seja também pelo desconhecimento dos próprios pacientes e familiares. Isso pode resultar, inclusive, em diagnósticos tardios e tratamentos equivocados. Ainda não existe cura para a LCG, apenas tratamentos recomendados para minimizar os efeitos das alterações metabólicas nesses pacientes. O acompanhamento médico, e por vezes acompanhamento multiprofissional, são indispensáveis e, associados à mudança de hábitos alimentares e atividades físicas, possibilitam uma melhor qualidade de vida aos indivíduos acometidos.
O diagnóstico diferencial inclui laminopatias e o síndrome de Parry-Romberg

## Teste
- PCR (Reação em Cadeia da Polimerase) seguido por sequenciamento de nova geração
- Tecnica de sequenciamento

## Genes envolvidos
Dos três genes já relacionados à LCG, dois encontram-se mutados em aproximadamente 95% dos casos: o gene BSCL1 ou AGPAT2 localizado em 9q34 (MIM*603100) codifica uma proteína da família das aciltransferases, que é a enzima 1-acilglicerol-3-fosfa-to-0-aciltransferase-2, fundamental para a biossíntese de glicerofosfolipídeos e triacilglicerol, e o gene BSCL2 localizado em 11q13 codifica a proteína denominada seipina (MIM*606158). Recentemente, a BSCL foi associada a uma nova mutação no gene CAV1 localizado em 7q31 (MIM#612526), que codifica uma proteína constitutiva da membrana plasmática, a caveolina-1.